# Libethra triedrica
Libethra triedrica är en insektsart som först beskrevs av Bolívar 1888.  Libethra triedrica ingår i släktet Libethra och familjen Diapheromeridae. Inga underarter finns listade i Catalogue of Life.